# Mark Milligan
Mark Milligan (Sydney, Nova Gales do Sul, 4 de agosto, 1985) é um ex-jogador de futebol e atual treinador da australiano. Atualmente é auxiliar técnico no Adelaide United.

## Carreira
Miligan representou a Seleção Australiana de Futebol, nas Olimpíadas de 2008.

## Títulos

### Clube
Sydney FC
- A-League: 2005–06

Melbourne Victory
- A-League: 2014–15

### Internacional
Austrália
- Copa da Ásia: 2015